# Elecciones legislativas de Costa Rica de 1925
Las elecciones de medio período de Costa Rica de 1925 se realizaron para renovar la mitad del Congreso Constitucional el 6 de diciembre de 1925 bajo la administración de don Ricardo Jiménez Oreamuno. Los resultados fueron similares a los recibidos en las elecciones presidenciales de 1923, quedando el Partido Republicano Nacional de Jiménez en primer lugar, el Partido Agrícola de Alberto Echandi Montero en segundo y el Partido Reformista de Jorge Volio Jiménez de tercero.

## Resultados
| Partidos                  | Votos  | %    |
| ------------------------- | ------ | ---- |
| Republicano               | 13,202 | 39.8 |
| Agrícola                  | 7,320  | 22.0 |
| Reformista                | 6,423  | 19.3 |
| Republicano Urbinista     | 1,425  | 4.3  |
| Republicano briceñista    | 1,283  | 3.9  |
| Unión Provincial          | 833    | 2.5  |
| Republicano Histórico     | 818    | 2.5  |
| Unión Limonense           | 385    | 1.2  |
| Agrícola legítimo         | 344    | 1.0  |
| Republicano popular       | 313    | 0.9  |
| Independiente             | 290    | 0.9  |
| Agrupación popular        | 164    | 0.5  |
| Republicano Independiente | 109    | 0.3  |
| Nacional Independiente    | 87     | 0.3  |
| Comercial obrero          | 83     | 0.2  |
| Agrícola Independiente    | 68     | 0.2  |
| Independiente de San José | 39     | 0.1  |
| Republicano Labriego      | 14     | 0.0  |
| Pecuario                  | 9      | 0.0  |